# Línea 143 (Montevideo)
La línea 143 de la red de transporte urbano de Montevideo une la Terminal Ciudadela con la intersección de la Avenida Bulevar Batlle y Ordóñez y Ramón Anador, en modalidad de circuito. 

## Características
Anteriormente, el recorrido de esta línea finalizaba en la intersección de la Avenida 8 de Octubre y Comercio pero debido a la escasa demanda entre Buceo y dicho destino, el recorrido se acortó hasta Batlle y Ordóñez y Ramón Anador a partir del 3 de agosto de 2020.

## Recorridos
| Ida: - Terminal Ciudadela - Juncal - Piedras - Cerro Largo - Florida - Mercedes - Eduardo Víctor Haedo - Avenida Italia - Avenida Américo Ricaldoni - Avenida Alfredo Navarro - Avenida Ramón Anador - Andrés Aguiar - Presidente Oribe - Bulevar José Batlle y Ordóñez, continúa sin espera... | Vuelta - Bulevar José Batlle y Ordóñez - Jaime Estrázulas - Avenida Ramón Anador - Avenida Alfredo Navarro - Avenida Américo Ricaldoni - Avenida Italia - Salvador Ferrer Serra - Juan Paullier - Colonia - Río Branco - Uruguay - 25 de Mayo - Ciudadela - 25 de Mayo - Juncal - Terminal Ciudadela |